# Mohamed Elyounoussi
Mohamed "Moi" Amine Elyounoussi (født 4. august 1994 i Al Hoceïma i Marokko) er en norsk professionel fodboldspiller, der spiller for den danske superligaklub F.C. København som angriber eller kant. Han spiller tillige for det norske fodboldlandshold. Han har tidligere spillet for bl.a. den engelske klub Southampton F.C. og skotske Celtic.

## Opvækst
Elyounoussi blev født i Al Hoceïma i Marokko og flyttede i en ung alder med familien til Sarpsborg i Norge, hvor han begyndte sin fodboldkarriere.

## Klubkarriere

### Sarpsborg 08
Han fik debut i Tippeligaen for Sarpsborg 08 den 8. maj 2011.

### Molde
Den 15. marts 2014 skiftede Elyounoussi til Molde FK. I sin første sæson spillede han alle ligakampe for Molde og blev klubbens topscorer med 13 mål. Med Molde vandt han i sin første sæson den norske liga og den norske pokalturnering, klubbens første The Double nogensinde. Han blev Moldes topscorer i sæsonen.
I 2015 scorede Elyounoussi tre gange i Moldes deltagelse i gruppespillet i UEFA Europa League 2015-16, herunder to mål mod Celtic, og et mod Fenerbahçe SK og var derved med til at bringe Molde videre til 1/8-dels finalerne, hvor holdet tabte sammenlagt 1–3 til Sevilla.

### Basel
Den 6. juli 2016 skiftede Elyounoussi til FC Basel på en fire-årig kontrakt. Med Basel vandt Elyounoussi den schweiziske liga og pokalturnering i 2016–17
I sine to sæsoner for Basel nåede han at spille 102 kampe og score 27 mål.

### Southampton
Den 29. juni 2018 skiftede Elyounoussi til Southampton på en fem-årig kontrakt for en oplyst købesum på 16 millioner pund. Han spillede 19 kampe i alle turneringer i første sæson, men scorede ikke.

#### 2019–2021: Udlån til Celtic
Den 30. august 2019 blev Elyounoussi udlånt til Celtic,
Den 30. juni 2020 blev lånet forlænget med yderligere en sæson. og lånet blev senere forlænget til udgangen af 2021.

#### 2021–23: Tilbage i Southampton
Efter udløbet aflejeaftalen i Celtic vendte han tilbage til Southampton og Premier League, hvor han den 28. august 2021 scorede sit første mål i ligaen i en kamp mod Newcastle.
Southampton rykkede ved udgangen af sæsonen 2022-23 ned, og Elyounoussi bekræftede, at han ikke ville forlænge sin kontrakt med klubben, der udløb i sommeren 2023.

### F.C. København
Elyounoussi skrev i juli 2023 en fireårig kontrakt med F.C. København. Han fik debut for FCK den 5. august 2023 i en 4-0 sejr over Randers FC, hvor han blev skiftet ind i 2. halvleg.
Han havde efter afslutningen af 2024-25 sæsonen opnået 93 kampe (25 mål) for FCK fordelt med 57 (19 mål) i Superligaen, 9 kampe (1 mål) i pokalturneringen og 27 kampe (5 mål) i internationale turneringer. Han blev af Tipsbladet kåret til "Efterårets profil" i 2024-25 sæsonen. Han vandt med FCK i 2024-25 sæsonen Danmarksmesterskabet og pokalturneringen.
I sommerpausen 2025 forlængede Elyounoussi kontrakten med F.C. København til udløb sommeren 2029.

## Landsholdskarriere
Elyounoussi har spillet for de norske ungdomslandshold.
Han fik debut for A-landsholdet i 2014 mod Polen.